# Указ о свободе торговли

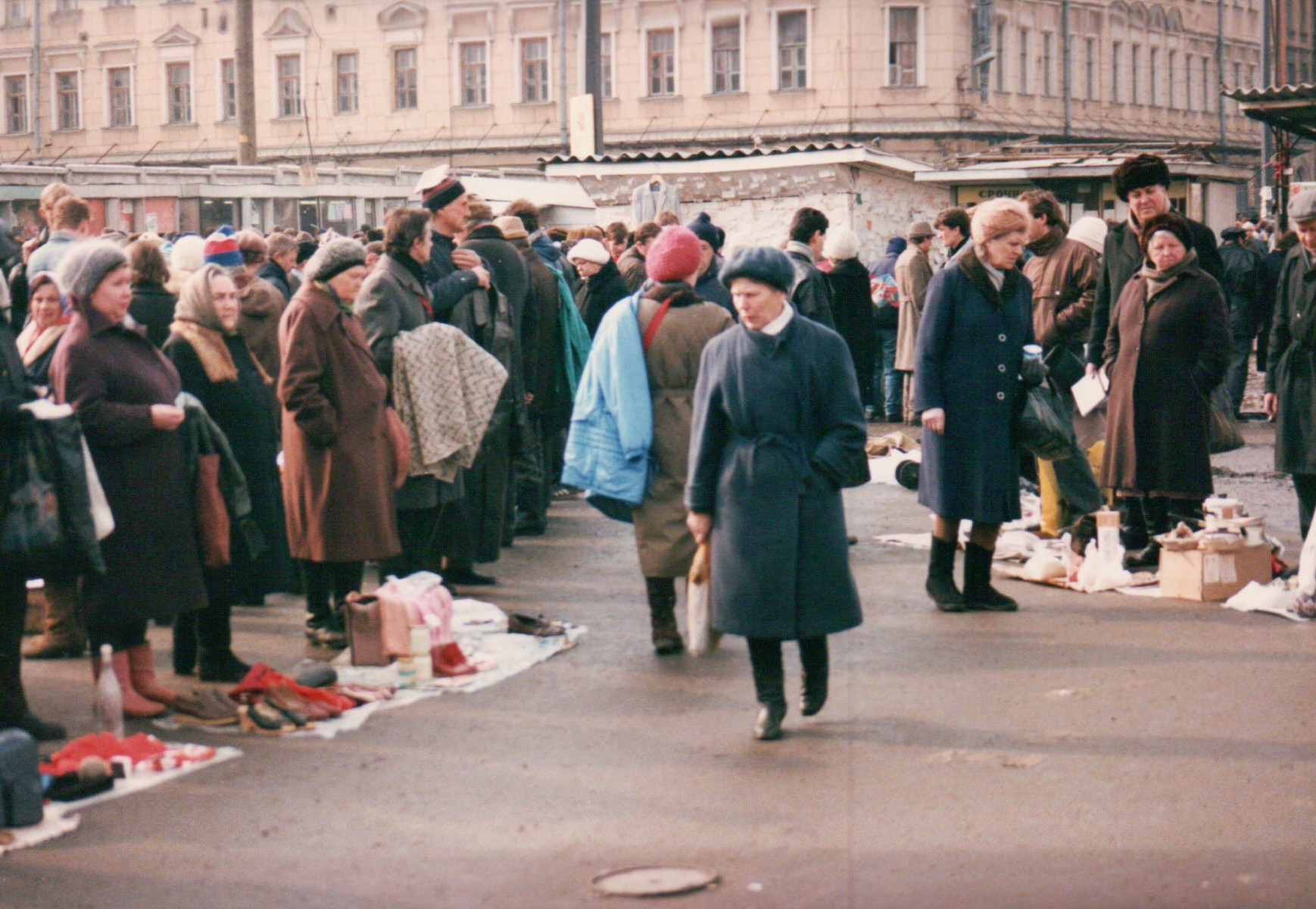
Уличный рынок в Ростове-на Дону, 1992 год

Указ президента Российской Федерации от 29 января 1992 года № 65 «О свободе торговли» (известен как указ «О свободе торговли») — указ, подписанный президентом России Борисом Ельциным. Он привёл к тому, что множество людей занялось мелкой уличной торговлей, чтобы выжить в тяжёлых экономических условиях.

## Предыстория принятия
Из воспоминаний Егора Гайдара: 
Обсудив ситуацию, по предложению П. С. Филиппова принимаем решение подготовить указ о свободе торговли — нормативный акт, максимально либерализующий эту сферу деятельности. Президент подписал его в конце января, и он тут же был обнародован в виде указа.
На следующий день, проезжая через Лубянскую площадь, увидел что-то вроде длинной очереди, вытянувшейся вдоль магазина «Детский мир». Все предыдущие дни здесь было довольно безлюдно. «Очередь, — привычно решил я. — Видимо, какой-то товар выкинули». Каково же было мое изумление, когда узнал, что это вовсе не покупатели! Зажав в руках несколько пачек сигарет или пару банок консервов, шерстяные носки и варежки, бутылку водки или детскую кофточку, прикрепив булавочкой к своей одежде вырезанный из газеты «Указ о свободе торговли», люди предлагали всяческий мелкий товар…
Неэстетично? Неблагородно? Нецивилизованно? Пусть так. Но насколько мне известно, младенцы не появляются на свет такими уж раскрасавцами. Пожалуй, только родители видят, какой прекрасный человек может вырасти со временем из этого крошечного орущего существа. Если у меня и были сомнения — выжил ли после семидесяти лет коммунизма дух предпринимательства в российском народе, то с этого дня они исчезли.

Однако по свидетельству Леонида Шебаршина этот рынок у «Детского мира» существовал ещё летом 1991 года, то есть до указа Ельцина: 
Июнь 91-го: На пестром толкучем рынке, со всех сторон окружающем здание «Детского мира», появляются самодельные бумажные навесы, солнечные зонтики. Толкучка от этого становится ещё неряшливее, придает самому центру Москвы колорит восточного города эпохи войн и революций. <…> Чёрная «татра» сдержанно взвывает, выползает из комитетских ворот, огибает захваченный блошиным рынком «Детский мир» и устремляется вниз по проспекту Маркса к Манежу.

19 августа 1991: Спокойно в центре, обычная толкучка у «Детского мира», никаких внешних признаков ЧП.

22 августа 1991: Объезжаем с некоторым трудом толпу (у «Детского мира» идет обычная толкучая торговля), ныряем во двор комитетского здания через ворота с Пушечной.
По воспоминаниям Симона Кордонского указ потребовался в первую очередь для продажи иностранной гумпомощи:
Вот, например, указ о свободе торговли. Гайдар пришел в начале ноября 1991 года к власти. А где-то 20 ноября я у Миши Леонтьева <...> в «Независимой газете» статью опубликовал на полосу: «Третье поколение реформаторов разрушит Россию». Естественно, поругались с будущими молодыми реформаторами, поссорились месяца на два. Потом вдруг ночью звонят: «Рабочий центр экономических реформ сформирован, там будет управление такое информационное. Информации много, но все развалено, возьмись за это дело…» Я собрал аналитиков из спецслужб, человек сорок: сидели мужики — полковники, подполковники, писали сводки о том, что в стране происходит. <...>

Как-то появляется у нас Миша Киселев, был такой депутат питерский. Говорит: «Такое дело, срочно нужна бумага о свободе торговли. Гуманитарка идет, помощь всякая разная, а как распределять — совершенно непонятно. Давайте, мужики, думайте!» <...> И они за ночь сварганили проект указа и документы под указ.  <...> Миша ушел с этими документами, отдал их Алексею Головкову, тот стал автором. Головков отдал Бурбулису, и автором стал Бурбулис. На следующий день Ельцин все подписал.

Единственный, с моей точки зрения, действительно либеральный экономический акт – Указ Президента России о свободе торговли, – был написан двумя подполковниками, сотрудниками Рабочего центра экономических реформ, за ночь по неформальной просьбе подвыпившего депутата Госдумы, члена этой самой реформаторской команды. Позже у этого указа появилось много чиновных авторов и соавторов, среди которых числился и этот депутат.

## История изменений
Первоначальный указ разрешал гражданам и предприятиям торговать «в любых удобных для них местах, за исключением проезжей части улиц, станций метрополитена и территорий, прилегающих к зданиям государственных органов власти и управления». 
Уже через полгода, 23 июня 1992 года, был принят указ № 657 «О некоторых мерах по реализации указа президента Российской Федерации „О свободе торговли“», который внёс существенные изменения. Устанавливалось, в частности, что «предприятия и граждане осуществляют торговлю (…) в местах, отведённых органами исполнительной власти».
8 ноября 1993 года в список товаров, свободная торговля которыми не разрешена, были добавлены билеты на транспорт (для пресечения спекуляции). 
22 ноября 1995 года отдельным законом была запрещена продажа алкоголя на розничных и оптовых рынках (см. спирт Рояль). 
16 мая 1997 года из указа был исключён пункт 2, отменявший для граждан ввозные таможенные пошлины (см. Челноки).

Публицист Илья Смирнов отмечает избирательность «свободы торговли» в первой половине 1990-х, проводя сравнение с продажей билетов МММ: 
Если старушка не могла и десяти минут без разрешения продавать овощи у метро - появлялись милиционеры с автоматами - то как объяснить широкомасштабную банковскую деятельность без банковских лицензий?